# Norman Bröckl

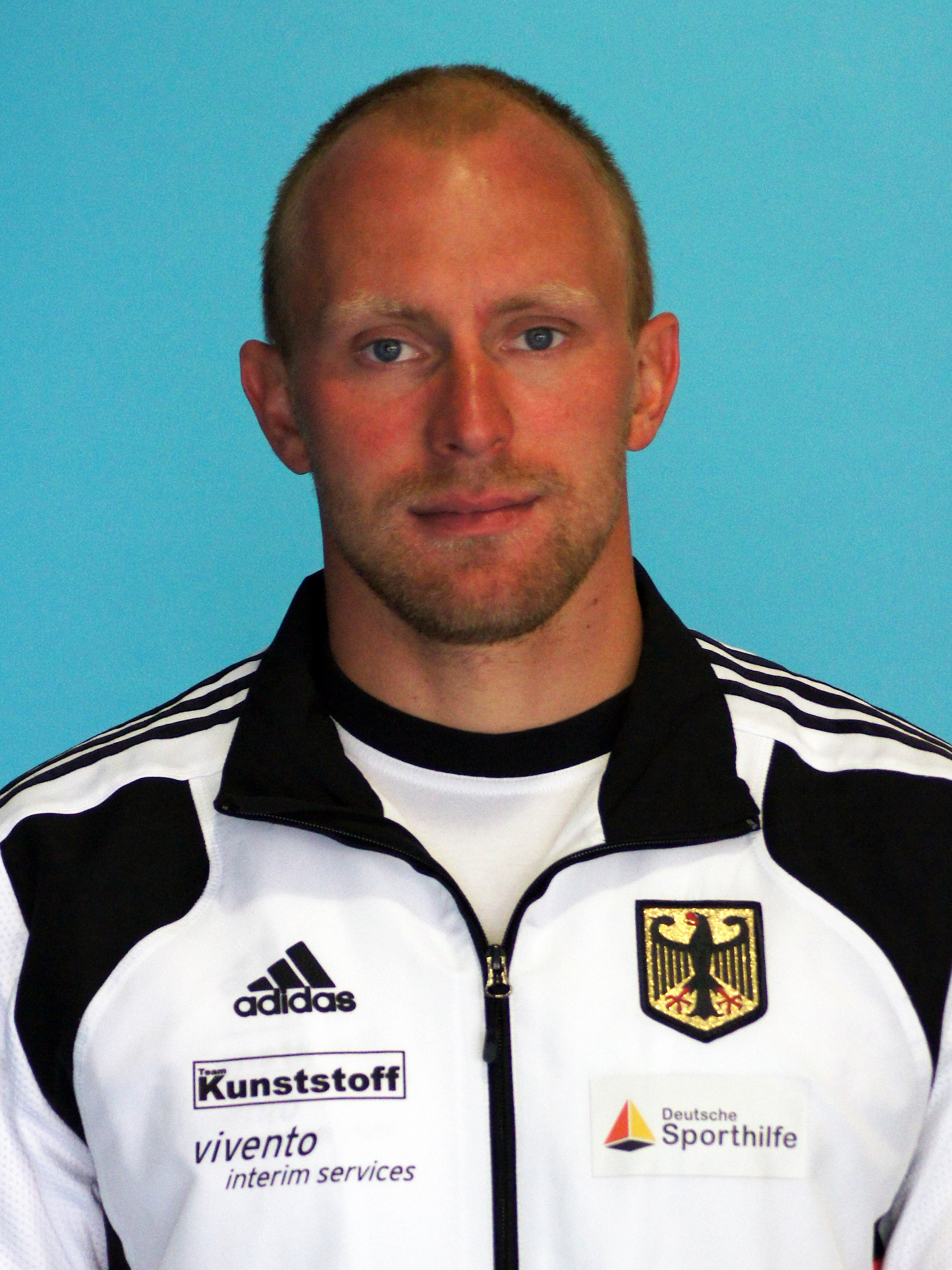
Norman Bröckl (2012)

Norman Bröckl (* 22. August 1986 in Berlin) ist ein deutscher Kanute.
Der Kanurennsportler des Pro Sport Berlin 24 wurde 2005 Weltmeister im Vierer-Kajak über 1000 m und Zweiter über 200 m sowie Dritter bei den Europameisterschaften über 200 m. Im nachfolgenden Jahr erreichte er im Vierer-Kajak bei den Weltmeisterschaften den vierten und bei den Europameisterschaften den dritten Platz über 1000 m. Bei den Kanurennsport-Weltmeisterschaften 2007 in Duisburg wurde er erneut Weltmeister im Vierer über 1000 m. Im Jahr 2008 gewann er zusammen mit Lutz Altepost, Torsten Eckbrett und Björn Goldschmidt die Bronzemedaille bei den Olympischen Spielen in Peking.
Dafür erhielt er – zusammen mit seinem Team – von Bundespräsident Köhler das Silberne Lorbeerblatt.
Im Jahr 2010 gewann Bröckl im Vierer-Kajak mit Marcus Groß, Tim Wieskötter und Hendrik Bertz bei den Kanurennsport-Europameisterschaften 2010 in Trasona Gold. An diesen Erfolg konnte er zusammen mit Robert Gleinert, Max Hoff und Paul Mittelstedt bei den Kanurennsport-Weltmeisterschaften 2011 mit dem Gewinn der Goldmedaille im Vierer-Kajak anknüpfen.
Bröckl wurde 2003 als Berlins Juniorsportler des Jahres ausgezeichnet. Er studierte an der Humboldt-Universität zu Berlin Lehramt in den Fächern Geografie und Sport. Im Frühjahr/Sommer 2019 hat er sein Referendariat in Berlin mit dem 2. Staatsexamen erfolgreich abgeschlossen.